# Clifford Shull
Clifford Glenwood Shull (23. září 1915, Pittsburgh – 31. března 2001) byl americký fyzik. Spolu s Bertramem N. Brockhousem získali v roce 1994 Nobelovou cenou za fyziku za příspěvky k rozvoji studia kondenzovaných stavů hmoty pomocí spektroskopie neutronů, zejména za rozvoj techniky difrakce neutronů.